# Indianapolis 500 1974

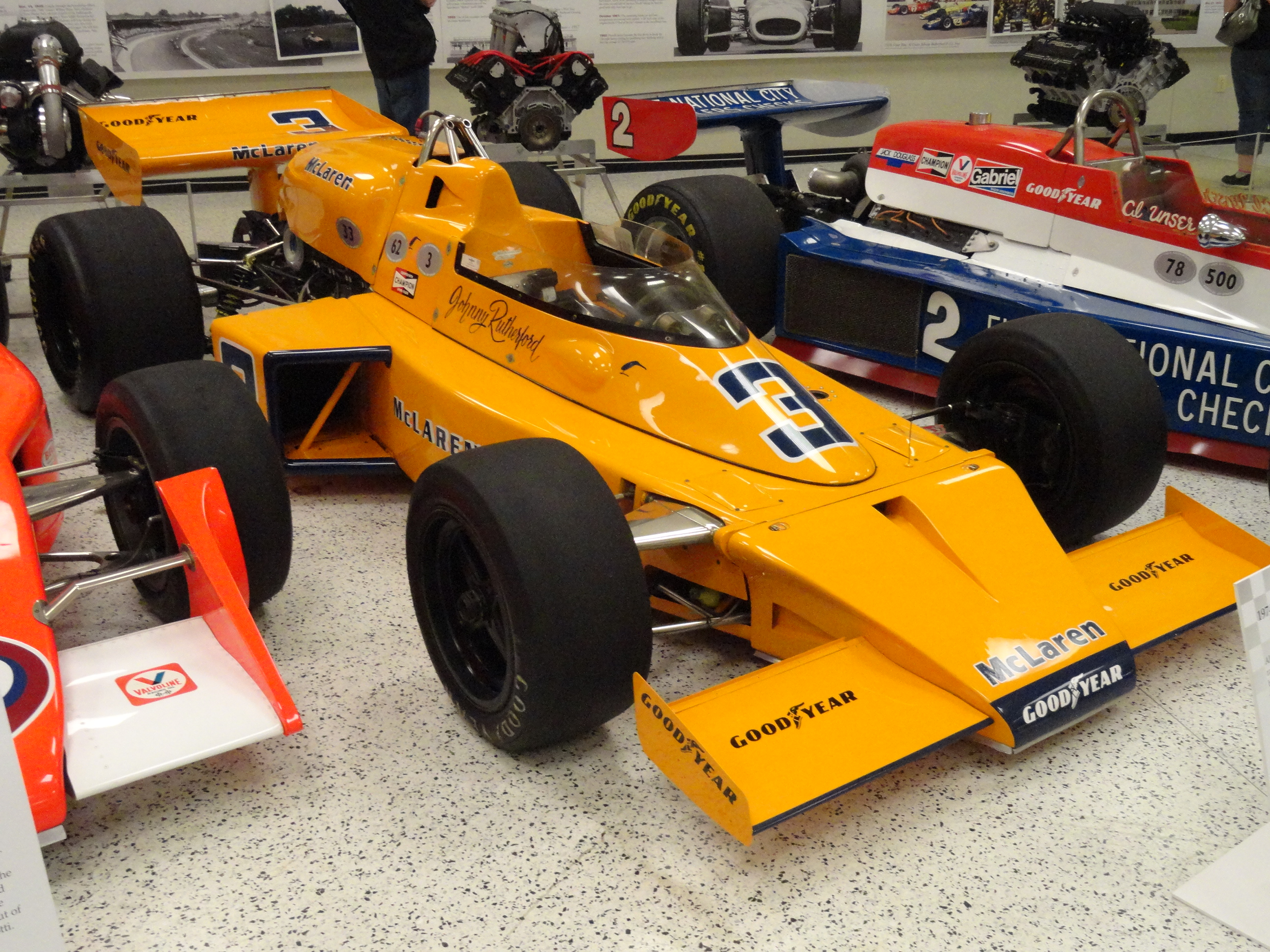
McLaren M16C, Siegerwagen von Johnny Rutherford

Das 58. Indianapolis 500 (offiziell 58th 500 Mile International Sweepstakes) auf dem Indianapolis Motor Speedway fand am 26. Mai 1974 statt.

## Das Rennen
Das Rennen ging über eine Distanz von 200 Runden à 4,023 km, was einer Gesamtdistanz von 804,672 km entspricht. Aus der Pole Position startete A. J. Foyt (Gilmore Racing) mit einer Vierrunden-Durchschnittszeit von 3:07.860 Min. oder 191,632 mph (308,402 km/h). Die schnellste Runde im Rennen drehte Wally Dallenbach (Patrick Racing) in 47,02 Sekunden (191,408 mph). Das Rennen war der sechste Lauf zur USAC-Saison 1974.

## Ergebnisse

### Startaufstellung
| Reihe | Innen             | Mitte                | Außen           |
| ----- | ----------------- | -------------------- | --------------- |
| 1     | A. J. Foyt        | Wally Dallenbach sr. | Mike Hiss       |
| 2     | Gordon Johncock   | Mario Andretti       | Mike Mosley     |
| 3     | Bobby Unser       | Tom Sneva            | David Hobbs     |
| 4     | Dick Simon        | Gary Bettenhausen    | Jimmy Caruthers |
| 5     | George Snider     | Salt Walther         | Steve Krisiloff |
| 6     | Bill Vukovich II  | Jerry Grant          | Lloyd Ruby      |
| 7     | Jerry Karl        | Bill Simpson         | Pancho Carter   |
| 8     | John Martin       | Tom Bigelow          | Rick Muther     |
| 9     | Johnny Rutherford | Al Unser             | Roger McCluskey |
| 10    | Jim Hurtubise     | Johnny Parsons       | Jim McElreath   |
| 11    | Bob Harkey        | Jan Opperman         | Larry Cannon    |

### Schlussklassement
Wetter: bewölkt, 18°
| Pos. | Nr. | Name                 | Chassis        | Motor       | R | Zeit/Rückstand              | Qualifikation ø 4 Rd. mph | Start |
| ---- | --- | -------------------- | -------------- | ----------- | - | --------------------------- | ------------------------- | ----- |
| 1    | 3   | Johnny Rutherford    | McLaren M16C   | Offenhauser | G | 3:09:10.06 Std. 168,193 mph | 190,446                   | 25    |
| 2    | 48  | Bobby Unser (W)      | Eagle 74       | Offenhauser | G | 22,32 Sek.                  | 185,176                   | 7     |
| 3    | 4   | Bill Vukovich II     | Eagle 73       | Offenhauser | G | 199                         | 182,500                   | 16    |
| 4    | 20  | Gordon Johncock (W)  | Eagle 72       | Offenhauser | G | 198                         | 186,287                   | 4     |
| 5    | 73  | David Hobbs          | McLaren M16C   | Offenhauser | G | 196                         | 184,833                   | 9     |
| 6    | 45  | Jim McElreath        | Eagle 72       | Offenhauser | G | 194                         | 177,279                   | 30    |
| 7    | 11  | Pancho Carter (R)    | Eagle 72       | Offenhauser | F | 191                         | 180,605                   | 21    |
| 8    | 79  | Bob Harkey           | Kenyon-Coyote  | Foyt        | F | 189                         | 176,687                   | 31    |
| 9    | 9   | Lloyd Ruby           | Eagle 72       | Offenhauser | F | 187 (Kraftstoffmangel)      | 181,699                   | 18    |
| 10   | 55  | Jerry Grant          | Eagle 74       | Offenhauser | F | 175                         | 181,781                   | 17    |
| 11   | 89  | John Martin          | McLaren M16B   | Offenhauser | G | 169                         | 180,406                   | 22    |
| 12   | 27  | Tom Bigelow (R)      | Vollstedt 73   | Offenhauser | F | 166                         | 180,144                   | 23    |
| 13   | 18  | Bill Simpson (R)     | Eagle 72       | Offenhauser | F | 163                         | 181,041                   | 20    |
| 14   | 68  | Mike Hiss            | McLaren M16C   | Offenhauser | G | 158                         | 187,490                   | 3     |
| 15   | 14  | A. J. Foyt (W)       | Coyote 74      | Foyt        | G | 142 (Defekt)                | 191,632                   | 1     |
| 16   | 1   | Roger McCluskey      | Riley 74       | Offenhauser | F | 141 (Aufhängung)            | 181,004                   | 27    |
| 17   | 77  | Salt Walther         | McLaren M16C   | Offenhauser | G | 141 (Motor)                 | 183,927                   | 14    |
| 18   | 15  | Al Unser (W)         | Eagle 74       | Offenhauser | F | 131 (Ventile)               | 183,889                   | 26    |
| 19   | 42  | Jerry Karl           | Eagle 72       | Offenhauser | F | 115 (Unfall)                | 181,452                   | 19    |
| 20   | 24  | Tom Sneva (R)        | Kingfish 73    | Offenhauser | F | 94 (Getriebe)               | 185,147                   | 8     |
| 21   | 51  | Jan Opperman (R)     | Parnelli VPJ-2 | Offenhauser | F | 85 (Unfall)                 | 176,186                   | 32    |
| 22   | 60  | Steve Krisiloff      | Eagle 72       | Offenhauser | G | 72 (Kupplung)               | 182,519                   | 15    |
| 23   | 21  | Jimmy Caruthers      | Eagle 74       | Offenhauser | F | 64 (Getriebe)               | 184,049                   | 12    |
| 24   | 59  | Larry Cannon (R)     | Eagle 70       | Offenhauser | F | 49 (Differenzial)           | 173,963                   | 33    |
| 25   | 56  | Jim Hurtubise        | McLaren M16B   | Offenhauser | F | 31 (Motor)                  | 180,288                   | 28    |
| 26   | 94  | Johnny Parsons (R)   | Finley 73      | Offenhauser | F | 18 (Turbolader)             | 180,252                   | 29    |
| 27   | 61  | Rick Muther          | Coyote 72      | Foyt        | G | 11 (Motor)                  | 179,991                   | 24    |
| 28   | 82  | George Snider        | Atlanta 72     | Foyt        | G | 7 (Ventile)                 | 183,993                   | 13    |
| 29   | 98  | Mike Mosley          | Eagle 74       | Offenhauser | F | 6 (Motor)                   | 185,319                   | 6     |
| 30   | 40  | Wally Dallenbach sr. | Eagle 74       | Offenhauser | G | 3 (Motor)                   | 189,683                   | 2     |
| 31   | 5   | Mario Andretti (W)   | Eagle 74       | Offenhauser | F | 2 (Ventile)                 | 186,027                   | 5     |
| 32   | 8   | Gary Bettenhausen    | McLaren M16C   | Offenhauser | G | 2 (Ventile)                 | 184,493                   | 11    |
| 33   | 44  | Dick Simon           | Eagle 72       | Foyt        | G | 1 (Ventile)                 | 184,502                   | 10    |

(W)=früherer Gewinner / (R)=Rookie / Gelbphasen: 0 für 0 Rd.

### Führungsrunden
| Fahrer               | Team                | Anzahl |
| -------------------- | ------------------- | ------ |
| Johnny Rutherford    | Team McLaren        | 122    |
| A. J. Foyt           | Gilmore Racing Team | 70     |
| Bobby Unser          | All American Racers | 6      |
| Wally Dallenbach sr. | Patrick Racing      | 2      |